# IC 783
IC 783 је спирална галаксија у сазвјежђу Береникина коса која се налази на листи објеката дубоког неба у Индекс каталогу.
Деклинација објекта је + 15° 44' 41" а ректасцензија 12h 21m 38,8s. Привидна величина (магнитуда) објекта IC 783 износи 13,5 а фотографска магнитуда 14,4. Налази се на удаљености од 18,28 милиона парсека од Сунца. IC 783 је још познат и под ознакама UGC 7415, MCG 3-32-8, CGCG 99-25, VCC 490, PGC 39965.